# Casa Medir (Palafrugell)
La Casa Medir és una obra de Palafrugell (Baix Empordà) protegida com a Bé Cultural d'Interès Local.

## Descripció
Petit xalet d'estiueig de dues plantes que té un emplaçament singular en front del mar de la cala de Tamariu, al cim d'una penya rocosa a l'extrem de tramuntana de la badia i del nucli del poble, que s'endinsa i s'enlaira sobre el mar en posició dominant; el bosc de pins és a tocar per la part posterior.
L'edifici és de dues plantes i teulada a dues vessants; té finestres rectangulars i portes d'arc. L'element més destacat és la pèrgola situada a la façana de llevant, amb arcades de mig punt a les seves tres cares. Al damunt fa funció de terrassa amb barana opaca.

## Història
Aquesta casa fou propietat de Ramir Medir, historiador de la industria del suro.